# Паккард (бронеавтомобиль)
«Паккард» — пушечно-пулемётный бронеавтомобиль Вооружённых сил Российской империи. Разработан в 1914 году на базе шасси 3-тонного грузового автомобиля американской фирмы Packard Motor Car Company. В 1914 — 1915 годах на Ижорском заводе было построено два экземпляра бронеавтомобиля. Бронемашины использовались Русской Императорской армией в боях Первой мировой войны, а после Октябрьской революции были захвачены немцами и применялись в народных волнениях Революции 1918 года в Германии.

## История создания
19 октября 1914 года на фронт отправилось первое бронеавтомобильное подразделение Русской Императорской армии — 1-я автомобильно-пулемётная рота. Помимо лёгких пулемётных бронеавтомобилей Руссо-Балт тип С, в её составе имелся пушечный бронеавтомобиль «Маннесманн-Мулаг», а также небронированные грузовики «Бенц» и «Олдайс», в грузовых отсеках которых были установлены пушки. Несмотря на неполноценное (или вовсе отсутствовавшее) бронирование, пушечные машины действовали весьма эффективно, и вскоре Ижорский завод получил задание на постройку ещё четырёх пушечных бронеавтомобилей, однотипных первому «Маннесманну». Для этих целей заводу были выделены ещё два «Маннесманн-Мулага», а также два 3-тонных грузовых автомобиля американской фирмы «Packard Motor Car Company».
За зиму 1914 — 1915 годов Ижорский завод выполнил заказ, и в марте 1915 года 1-й АПР, сражавшийся в то время на фронте,  получил эти машины.

## Описание конструкции
Во многом конструкиция «Паккарда» являлась развитием первого бронеавтообиля «Маннесманн-Мулаг». В частности, от него новый автомобиль во многом унаследовал схему бронирования, размещение вооружения и даже внешний вид. Но вместе с тем, проектируя «Паккард», ижорские инженеры позволили себе немного скомбинировать боевые возможности предыдущих бронемашин.

### Корпус
«Паккарды» имели клёпаный корпус, собранный на уголках из листов 5—4-мм хромоникелевой брони, не пробивавшейся винтовочными пулями на дистанциях до 200 метров. При этом, как и у «Маннесманна», полностью бронированными были только моторный отсек и кабина водителя. Форма корпуса вообще основательно напоминала «Маннесманн-Мулаг». В скошенном лобовом листе моторного отсека имелась двустворчатая дверца для доступа воздуха к радиатору двигателя. В боевой обстановке дверца закрывалась и воздух поступал через щель внизу за передним бронелистом. В бортах моторного отсека имелись небольшие технологические лючки для обслуживания двигателя.
За моторным отсеком располагалась водительская бронекабина с местами водителя (слева) и командира машины (справа). Для наблюдения за местностью они располагали одним большим окном в наклонном лобовом листе кабины, закрывавшимся бронекрышкой с регулируемой щелью. Кроме того, через открытое окно командир мог в случае надобности вести огонь из штатного пулемёта. Для посадки и высадки экипажа имелась одна бронедверь с полукруглым верхом, расположенная в левом борту корпуса, крепившаяся на внешних петлях и открывавшаяся по ходу движения броневика.
Позади кабины водителя размещалось боевое отделение — грузовой кузов с дощатым полом-палубой, с торцами, прикрытыми невысокими бронелистами. В центре кузова на тумбовой установке размещалось орудие, прикрытое крупным коробчатым щитом.

### Вооружение
Основным вооружением бронеавтомобиля являлось 37-мм автоматическое морское орудие Максима-Норденфельда, которое для своего времени обладало неплохими показателями. Автоматика пушки базировалась на принципе использования энергии отдачи ствола при его коротком ходе — в сущности, пушка представляла собой солидно увеличенный вариант пулемёта Максима. Все механизмы автомата монтировались в кожухе и коробе. Кожух направлял ствол при стрельбе и являлся резервуаром для охлаждающей жидкости, в нём же, прямо в жидкости, располагался пружинный накатник. Избыточная энергия отката поглощалась гидропневматическим буфером.
Питание орудия снарядами — ленточное, пулемётного типа. Матерчатая лента содержала 25 снарядов. В боекомплект орудия входили осколочные гранаты (стальные или чугунные) и картечь. Масса гранаты составляла около 500 грамм при массе взрывчатого вещества всего 17 грамм. Дальность прицельного огня гранатами составляла около 2000 м. Картечь имела 31 сферическую пулю и была эффективна на дистанциях до 200 м. Возимый боекомплект составлял 1200 выстрелов.
Орудие устанавливалось на лёгкой стальной тумбе (57 кг), прикрепленной болтами к металлическому листу основания болтами. На тумбе закреплялся крупный броневой щит коробчатой формы. Подъёмный механизм орудия винтовой, поворотный механизм отсутствовал — поворот орудия осуществлялся вручную, с помощью приклада. Угол наведения её в горизонтальной плоскости был значительным — около 300°.
Вспомогательным вооружением броневика являлся пулемёт «Максим» образца 1910 года, который не имел специальной установки и мог располагаться в любом месте. Боекомплект пулемёта составлял 8000 патронов в 32 лентах по 250 патронов в каждой.
Как и «Маннесманн-Мулаги», «Паккарды» в дополнение к основному и вспомогательному вооружению перевозили заряд тротила (около 48 кг) для подрыва инженерных сооружений и других объектов (мостов, укреплений, блиндажей, домов с засевшим в них противником и т.д.)

### Двигатель и трансмиссия
Силовой установкой бронеавтомобиля являлся фирменный бензиновый 4-цилиндровый рядный карбюраторный двигатель Packard жидкостного охлаждения мощностью 32 л.с.. Для машины такой массы двигатель был несколько слабоват, однако позволял броневику разгоняться на дорогах с твёрдым покрытием до вполне приемлемых на тот момент 50 км/ч.
Ходовая часть — заднеприводная (колёсная формула 4 × 2), с передачей крутящего момента на заднюю ось при помощи цепей Галля. Подвеска зависимая, на полуэллиптических стальных рессорах. На переднем управляемом мосту использовались односкатные колёса, на заднем — двускатные. Все колёса имели пулестойкие шины и броневые диски. Крылья отсутствовали, хотя колёса заднего моста находились под относительной защитой бортов кузова.

### Прочее оборудование
Для передвижения в ночное время бронеавтомобиль располагал фарой-прожектором, смонтированной в носу бронеавтомобиля, над радиатором.

## Служба и боевое применение

### В частях Российской армии
Оба бронеавтомобиля «Паккард» отправились на фронт весной 1915 года, вместе с двумя «Маннесманн-Мулагами» второй серии. Бронемашины поступили в распоряжение 1-й автомобильной пулеметной роты (1-й АПР), сражавшейся в тот период на территории современной Польши. Как и в случае с первыми пушечными боевыми машиными роты, «Паккарды» действовали весьма успешно, причём даже тогда, когда не получали должной поддержки пулемётных бронеавтомобилей и пехоты. 18 апреля 1915 года, в бою у деревни Бромерж два «Паккарда» подошли вплотную к проволочным заграждениям немцев и в упор расстреляли опорный пункт вражеских укреплений, полностью перебив его гарнизон численностью до роты.
Весной 1915 года один из «Паккардов» (№20) получил название «Капитан Гурдов», в честь первого Георгиевского кавалера 1-й АПР, штабс-капитана П. В. Гурдова, погибшего вместе со своим «Маннесманн-Мулагом» первой серии в бою у деревни Добржанково 12 февраля 1915 года.
В течение 1915—1916 годов «Паккарды» практически непрерывно участвовали в боях на Западном фронте — они сражались под Лодзью, Сохачёвым, Праснышем и Пултуском. В сентябре 1916 года, в связи с осложнением ситуации на фронте, 1-я АПР отошла на территорию Белоруссии. Тогда же она была переименована в 1-й бронедивизион и передана в подчинение 42-го корпуса. Затем последовала переброска 1-го бронедивизиона в Финляндию, но уже летом 1917 года «Паккарды» отправились в Петроград для наведения порядка в городе.
В октябре 1917 года, за несколько дней до революции, бронемашины 1-го бронедивизиона перебросили под Двинск (современный Даугавпилс, Латвия), где немецкое наступление развивалось особенно стремительно. После революции и дезорганизации армии, остатки экипажей 1-го бронедивизиона так и застряли в Двинске, где весной 1918 года «дождались» прихода немецких войск. После непродолжительных боёв немцы захватили оба «Паккарда» в исправном состоянии.

### На службе Германии
Попавшие в руки немцев «Паккарды» в боях против русской армии, тем не менее, не использовались. В связи со сложной политической обстановкой в самой Германии эти бронемашины после ремонта отправились в тыл. Немцы несколько модернизировали бронеавтомобили, главным образом — в плане вооружения, установив на них автоматические пушки Беккера и два пулемёта Шварцлозе, один из которых был установлен на крыше кабины водителя и имел защитный щиток. В начале 1919 года «Паккарды», как и годом ранее, участвовали в подавлении коммунистических выступлений, теперь — в Берлине. По некоторым данным, «Паккарды» были отправлены на слом в начале 1920-х годов.

## Оценка машины
В целом, «Паккарды», будучи схожими с «Маннесманн-Мулагами», имели примерно те же достоинства и недостатки, что и последние. Огневая мощь бронеавтомобиля вполне удовлетворяла военных, а высокая скорострельность 37-мм автомата Максима-Норденфельда являлась дополнительным преимуществом. Существенным плюсом являлись большие углы горизонтальной наводки орудия, основательно повысившие маневренность огня бронеавтомобиля. Правда, отсутствие установок для пулемёта являлось не самым удачным решением — чтобы вести пулемётный огонь, стрелку приходилось самому подставляться под пули противника. Ситуацию серьёзно осложняло неполное бронирование, которое не обеспечивало требуемого уровня защищённости экипажа и узлов машины.
Зато, в отличие от «Маннесманнов», «Паккарды» были более «проворными» и в целом несколько более надёжными. Тот факт, что машины прошли через всю Первую мировую войну, является тому лишним подтверждением. Что же до влияния, оказанного «Паккардами» на дальнейшее развитие бронеавтомобильного строительства в России, то, как и в случае с «Маннесманнами», опыт, полученный в войсках при их эксплуатации послужил базой для проектирования более поздних и более совершенных в техническом отношении машин, а также разработки тактики их применения.